# Иннокентий (Павлович)
Митрополит Иннокентий (серб. Митрополит Инокентије, в миру Яков Павлович, серб. Јаков Павловић; 1 августа 1840, Шабац, Княжество Сербия — 19 мая 1905, Белград) — епископ Белградской митрополии, митрополит Белградский и архиепископ Сербский.

## Биография
Родился в 1840 году в Шабаце в семье известного, влиятельного в своё время придворного протоиерея Иоанна Павловича.
Закончил на родине начальную школу, низшую гимназию и два класса Белградской духовной семинарии.
В 1856 году Яков Павлович, хотя и не отличался особыми способностями, был отправлен на учёбу в Киевскую духовную академию. Там, однако, нашли его недостаточно подготовленным и потому поместили сначала в Киевскую духовную семинарию. Здесь он несколько дополнил свою подготовку, затем снова поступил в Академию, но всё-таки кончил её в 1861 году незавидно, без диплома и учёной степени, только получил свидетельство, что кончил курс как «любитель духовного просвещения». Однако, имя отца, симпатии к их семье Обреновичей и партийные единомышленники (либералы) проложили ему дорогу.
31 июля 1863 года возведён в сан священника.
В 1863—1870 годы работал преподавателем в гимназии в Крагуеваце, а в 1870—1880 годы — в Белградской духовной семинарии.
В 1871 году написал и издал известный полемический памфлет против антицерковной идеологии Васо Пелагича.
Женатый на русской, дочери священника на Щекавицком кладбище в Киеве, он завел в своем доме русские обычаи. Благодаря жене, а также долгому пребыванию в России и близкому общению с приезжавшими в Белград русскими, митрополит Иннокентий хорошо знал русский и считался между сербами лучшим знатоком русского языка. Переводил с русского труды по педагогике и психологии, но наиболее важным его переводом стал четырёхтомный перевод «Богословия догматического» митрополита Макария (Булгакова), ставший классическим.
В 1880—1886 годы был начальником Отделения вероисповедания при Министерстве просвещения и церковных дел.
Овдовев, 24 ноября 1892 года пострижен в монашество с именем Иннокентий.
2 августа 1894 года состоялась его хиротония во епископа Нишского.
15 февраля 1898 года волей двора и власти избран митрополитом Белградским.
Его имя подвергалось критике, в силу того что его церковное служение было омрачено рядом афер, в которые были вовлечены и отдельные члены его семьи. Резкое недовольства в сербском обществе вызвало благословение митрополита Иннокентия на неравный брак короля Александра Обреновича и Драги Машин. В годы правление митрополита Иннокентия происходило падение дисциплины в Белградской митрополии, где наблюдались частые случаи симонии, а также отмечалось своевольное и неприглядное поведение отдельных епископов.
По отзыву русского консула Алексея Беляева «Иннокентий как в юности был „посредственностью“, так и за свою долгую пастырскую карьеру ничем не отметился. Влияние его на дела в Сербии равнялось нулю. Не имея ни твёрдых убеждений, ни силы характера, он был просто крайним оппортунистом, и, соответственно, с менявшимся влиянием с одинаковым одобрением относился ко всему, что бы ни происходило вокруг него. Так, он одобрил женитьбу короля Александра на Драге, а впоследствии точно так же одобрил их убийство и, хотя всем был обязан Обреновичам, приветствовал возвращение Карагеоргиевича».
Лишь неожиданная смерть этого архиерея 19 мая 1905 года положила конец неприятной ситуации, которая могла бы привести к ослаблению авторитета церковной организации в Королевстве Сербии.